# Jacob van den Ban
Jacob van den Ban (Nieuw-Helvoet, 28 december 1860 – Haarlem, 27 augustus 1943) was een Nederlands architect.
Van den Ban was getrouwd met Anna Kater (1859 - 1911) en woonde met haar in Haarlem. Zij kregen drie dochters waarvan Elze van den Ban als eerste vrouw een studie in Delft voltooide als civiel ingenieur en een baan kreeg bij de Rijkswaterstaat. Hij heeft een aantal gebouwen in en rond Haarlem ontworpen. Ten minste vier panden ontworpen door Van den Ban zijn benoemd tot rijksmonument, te weten de Droste-branderij, het pand van de Tweede Hollandsche Maatschappij van Levensverzekeringen beide te Haarlem, Villa De Berg aan de Rijperweg te Bloemendaal en het Burgerweeshuis in Tiel. Van zijn hand zijn ook twee gemeentelijke monumenten in Amsterdam: Leidsekade 76 en Sarphatipark 75-77. Ook had hij een zelfontworpen vakantie- c.q. zomerwoning genaamd De Enk in Lochem.
Hij werkte samen met Simon Roog (Roog & Van den Ban).

## Galerie

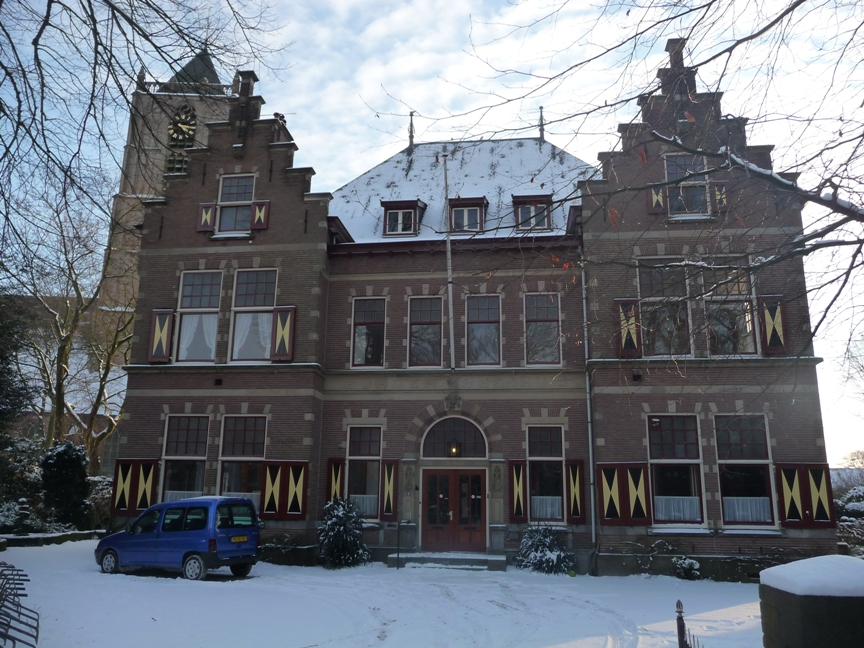
Burgerweeshuis in Tiel
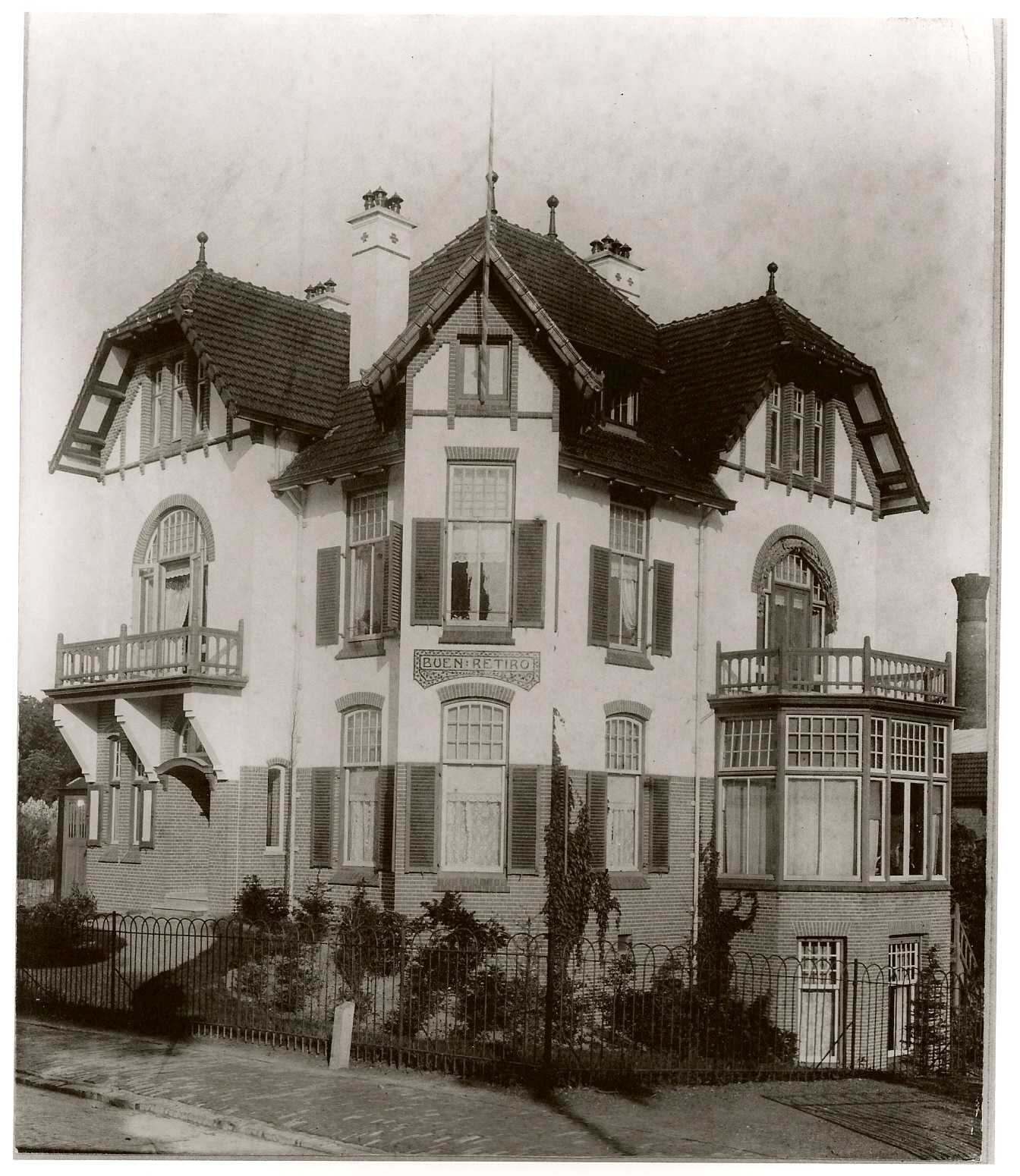
Villa Buen Retiro in Bloemendaal
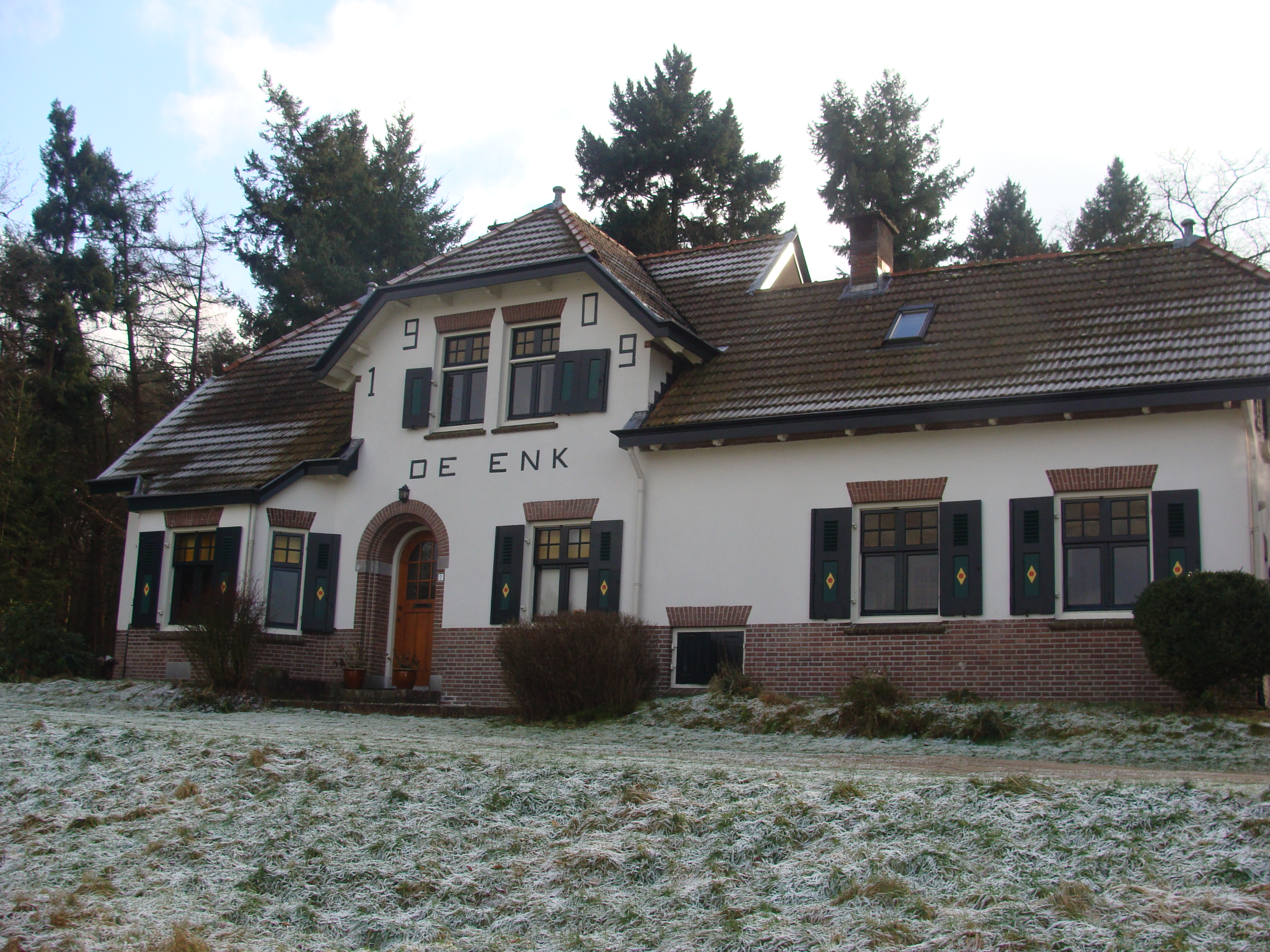
De Enk, Lochem
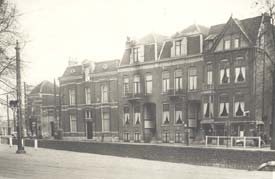
Kampersingel 70, Haarlem
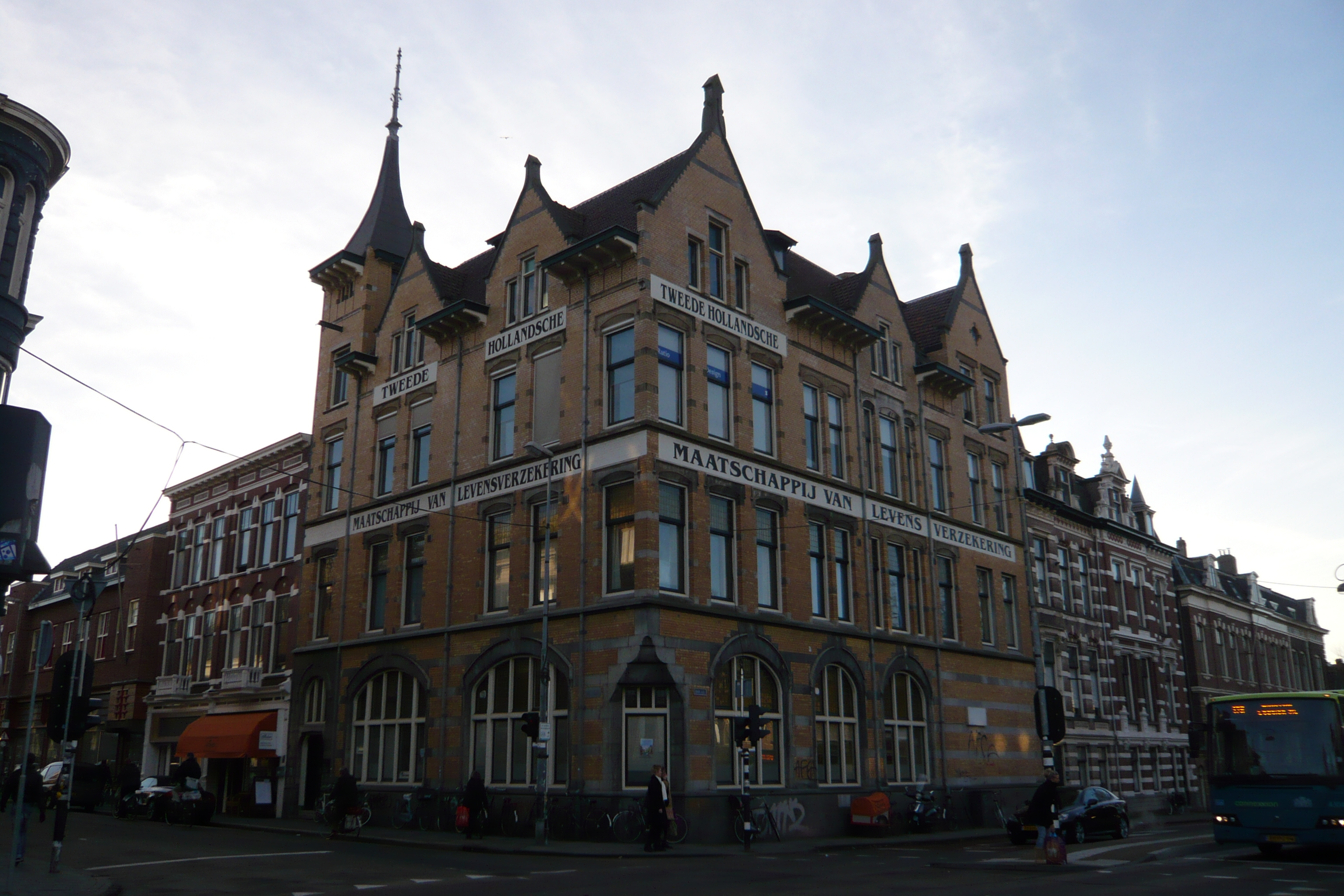
Tweede Hollandsche Maatschappij van Levensverzekering, Haarlem
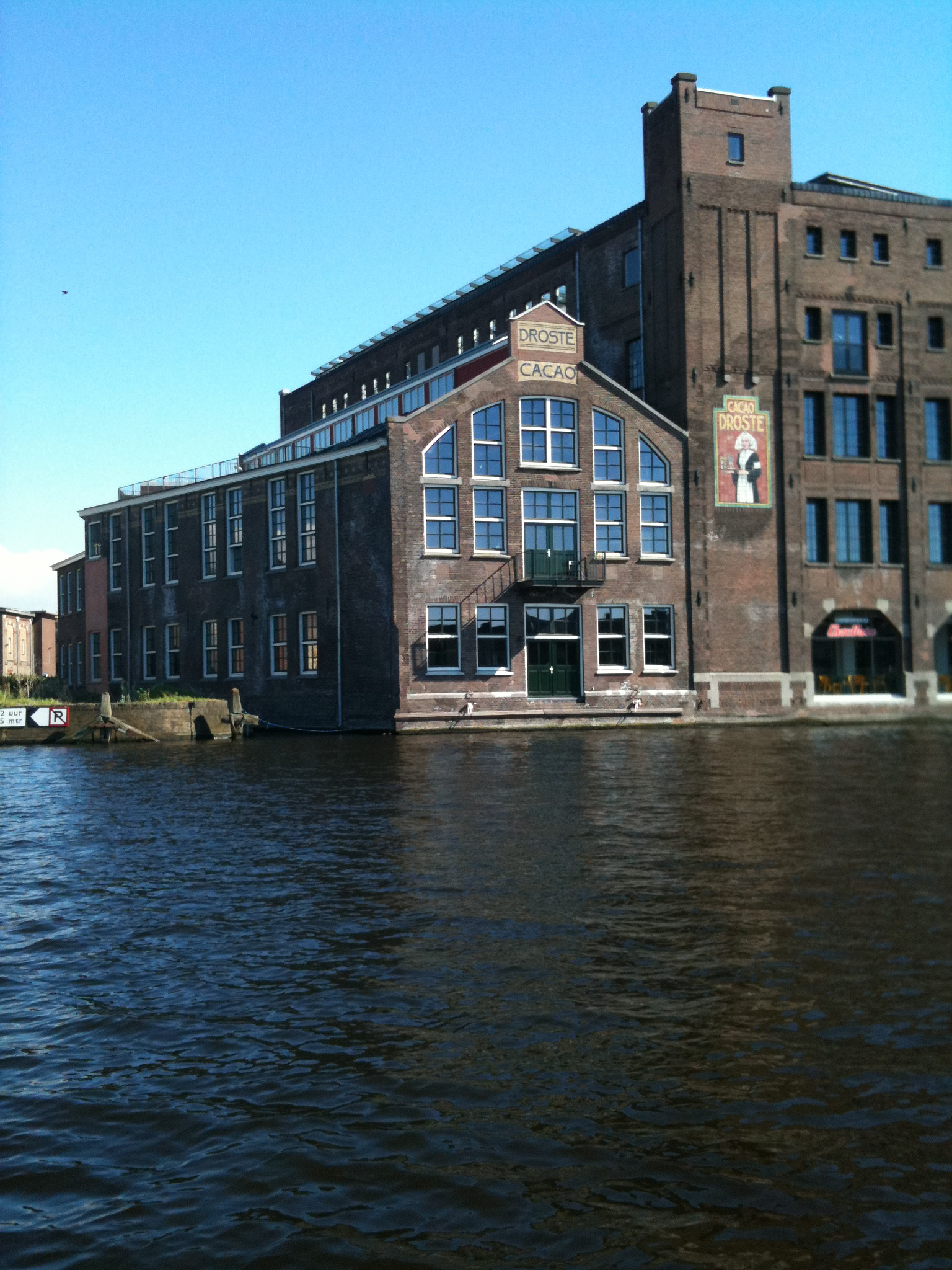
Droste-branderij in Haarlem
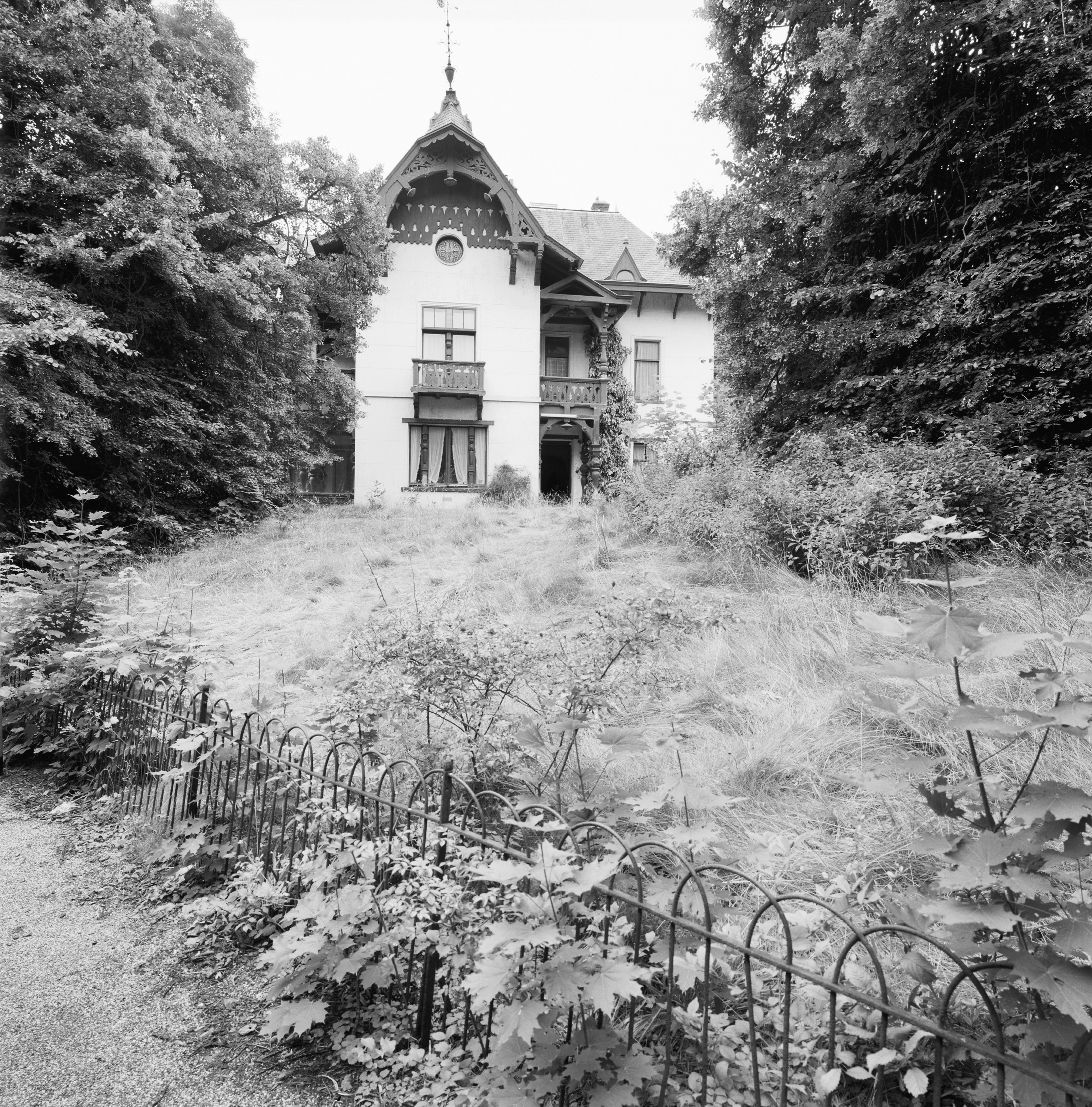
Exterieur Villa Duin-Ouwe, Bloemendaal
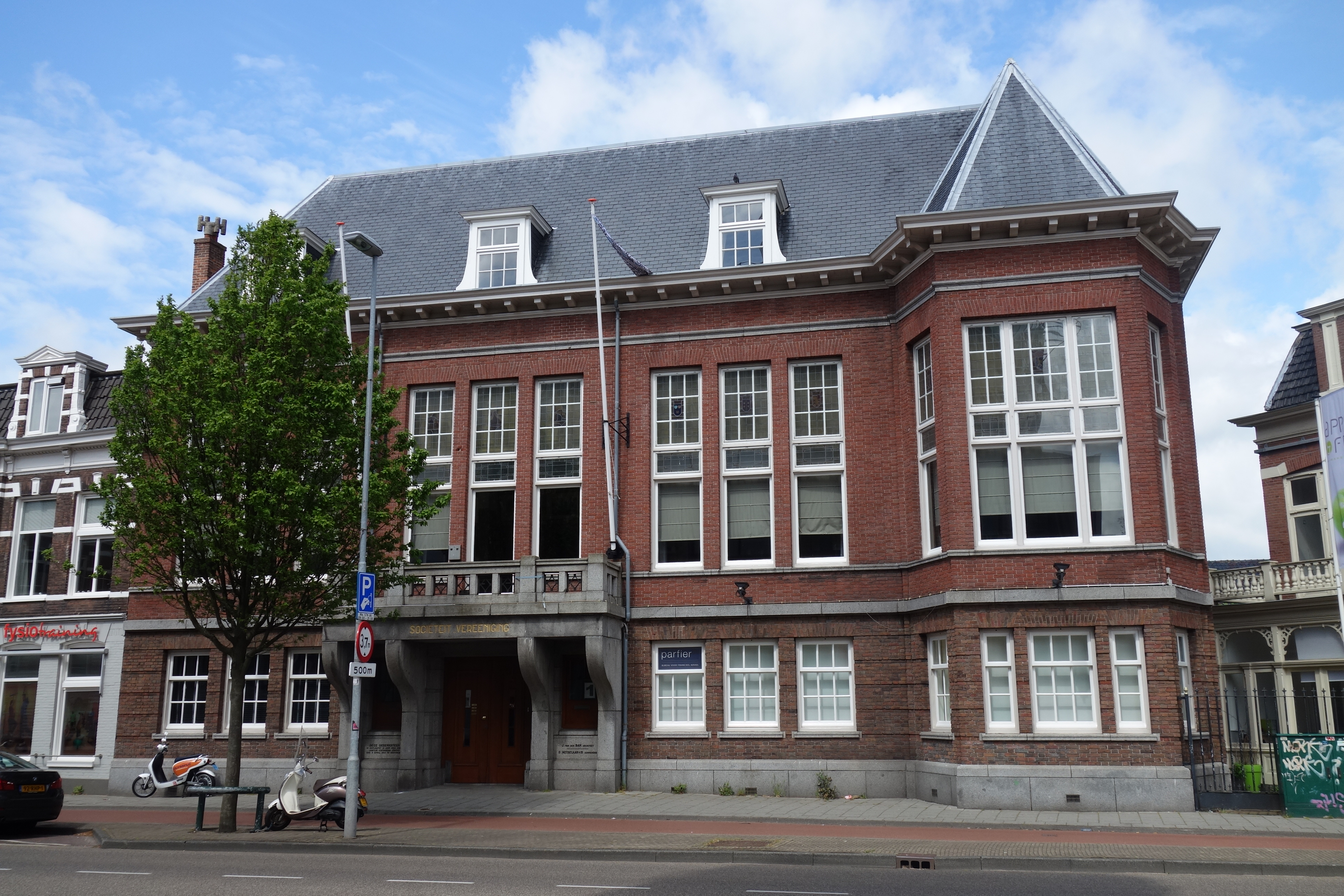
Sociëteit Vereeniging, Haarlem

- International Standard Name Identifier: 0000 0003 9598 1288
- Nederlandse Thesaurus van Auteursnamen: 314432914
- Virtual International Authority File: 290830084
- WorldCat: E39PBJq74Q3jqwVRM9g89x4Xh3